# توم بارينيلو
توم بارينيلو (بالإنجليزية: Tom Parrinello)‏ هو لاعب كرة قدم بريطاني في مركز الدفاع، ولد في 11 نوفمبر 1989 في ستوك غيفورد ‏ في المملكة المتحدة. لعب مع نادي بريستول روفيرز ونادي غلوستر سيتي.

## وصلات خارجية
- توم بارينيلو على موقع قاعدة بيانات كرة القدم.إي يو (الإنجليزية)
- توم بارينيلو على موقع Soccerbase.com (لاعب) (الإنجليزية)